# Tekstverband
Tekstverband verwijst naar de manier waarop zinnen en alinea's binnen een tekst met elkaar zijn verbonden om een coherent geheel te vormen. Het is essentieel voor het begrijpen van de structuur en de betekenis van een geschreven tekst. Verschillende soorten tekstverbanden worden gebruikt om informatie te organiseren, ideeën te verbinden en de leesbaarheid te verbeteren.
Tekstverbanden zijn van belang voor effectief schrijven en begrijpend lezen. Ze helpen schrijvers om hun ideeën te organiseren en lezers om informatie te verwerken. Door verschillende soorten tekstverbanden te gebruiken, kunnen schrijvers hun boodschap helder en samenhangend overbrengen, waardoor de leesbaarheid en het begrip van de tekst worden verbeterd.

## Soorten tekstverbanden
In onderstaande opsomming wordt een overzicht gegeven van de verschillende manieren waarop zinnen en alinea's binnen een tekst met elkaar verbonden zijn om een samenhangend geheel te vormen. Het beschrijft verschillende soorten tekstverbanden, en benadrukt hun rol bij het organiseren en begrijpen van geschreven teksten. Ook worden recentere concepten zoals het mededelend verband en het inleidend verband besproken.
Chronologisch verbandBij het chronologisch verband worden gebeurtenissen of ideeën gepresenteerd in de volgorde waarin ze plaatsvinden of worden ontwikkeld.
Opsommend verbandBij het opsommend verband worden ideeën of details gepresenteerd in een lijst of in puntsgewijze vorm.
Tegenstellend verbandHet tegenstellend verband benadrukt tegenstellingen tussen ideeën, gebeurtenissen of standpunten.
Oorzakelijk verbandBij het oorzakelijk verband worden oorzaken en gevolgen van bepaalde gebeurtenissen of situaties besproken.
Voorwaardelijk verbandBij het voorwaardelijk verband worden voorwaarden genoemd waaraan voldaan moet worden voor een bepaald gevolg.
Redengevend verbandHet redengevend verband presenteert een reden of verklaring voor een bepaalde bewering of gebeurtenis.
Concluderend verbandBij het concluderend worden conclusies getrokken op basis van de gepresenteerde informatie.
Mededelend verbandHet mededelend verband wordt gebruikt om informatie rechtstreeks over te brengen zonder expliciete relatie met andere ideeën of gebeurtenissen. Het presenteert simpelweg feiten of observaties.
Inleidend verbandHet inleidende verband legt de basis voor de rest van de tekst door context te bieden, belangrijke termen te definiëren, of door de lezer voor te bereiden op wat er zal komen. Het wordt vaak gebruikt aan het begin van een tekst of sectie om de lezer te oriënteren
De laatste twee termen zijn nog niet zo lang in gebruik in de taalkunde en de literatuurwetenschap, maar de concepten zelf worden al langer toegepast.

## Belang van tekstverbanden
Tekstverbanden spelen een cruciale rol bij het begrip van de structuur en de betekenis van een tekst. Duidelijke verbanden binnen en tussen zinnen en alinea's brengen de boodschap van de tekst effectief over, en vergemakkelijken de navigatie door de tekst. Bovendien maken tekstverbanden het mogelijk om complexe informatie te organiseren en te presenteren op een manier die logisch en samenhangend is.

#### Voorbeeld
Een voorbeeld van tekstverbanden in actie zou kunnen zijn:
"Het huiswerk was moeilijk. Ondanks dat ik er veel tijd aan besteedde, begreep ik niet alles. Toch heb ik mijn best gedaan om alle vragen te beantwoorden."
In dit voorbeeld wordt een oorzakelijk verband gelegd tussen het moeilijke huiswerk en het gebrek aan begrip, maar wordt tegelijkertijd benadrukt dat de persoon zijn best heeft gedaan.